# Roger Negri

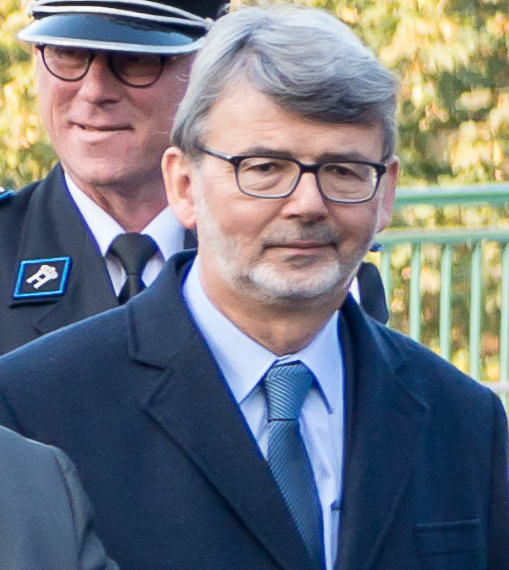
Roger Negri, 2016.

Roger Negri (Bettembourg, 7 februari 1954) is een Luxemburgs politicus en een gepensioneerd spoorwegmedewerker. Hij is lid van de LSAP.
Hij is lid van de gemeenteraad van de gemeente Mamer en werd op 3 augustus 2004 gekozen tot afgevaardigde (kamerlid) van de Kamer van Afgevaardigden (Luxemburgs parlement). Hij was ook voorzitter van het Benelux-parlement tijdens de jaren 2007 en 2008.
Roger Negri was ook voorzitter van de Fédération luxembourgeoise de gymnastique.